# 張翊
張翊（1446年—？），字廷弼，廣東廣州府番禺縣人，明朝政治人物。

## 生平
廣東鄉試第五十九名舉人，成化五年（1469年）中式己丑科會試第十二名，三甲第一百三名進士。

## 家族
曾祖張晉壽；祖父張彥珵，封戶部主事；父張瑞；叔父張璝。從弟張𦒑。